# Comando Rodrigo Franco
O Comando Rodrigo Franco foi um comando paramilitar e esquadrão da morte que surgiu e operou no Peru durante o primeiro governo de Alan García (1985-1990), como um aparato para eliminar e intimidar suspeitos de terrorismo em um contexto de agravamento do conflito armado peruano.
O nome do comando tem sido muito controverso, pois Rodrigo Franco era um conhecido membro da Aliança Popular Revolucionária Americana, assassinado em 1987, e embora a princípio se acreditasse que esse crime fosse resultado de brigas internas dentro do referido partido, mais tarde o grupo terrorista Sendero Luminoso reconheceu sua autoria do evento.

## História
Embora a presença de grupos paramilitares durante a insurgência do Sendero Luminoso permanecesse uma lenda urbana, anos depois sua existência foi confirmada. O Comando Rodrigo Franco (CRF) entrou em operação com o objetivo de eliminar e ameaçar suspeitos de militar em organizações de esquerda. Foram criticados por suas ameaças, crimes e execuções extrajudiciais (algumas dessas execuções fazendo-se passar por assassinatos cometidos pelos guerrilheiros). Além disso, as últimas investigações realizadas pela Corte Interamericana de Direitos Humanos confirmaram que atuava como um grupo parapolicial, eliminando a teoria de que cidadãos se organizavam como um grupo clandestino supostamente influenciado por ideais patrióticos de salvação da Pátria diante da agressão terrorista ou um grupo autônomo de ex-policiais e soldados que pretendiam vingar colegas assassinados pelo Sendero Luminoso.
Para a formação deste grupo paramilitar, 200 soldados foram enviados à Coreia do Norte em 1984 para treinar, o mesmo país que lhes forneceria mais de 10.000 fuzis de assalto AKM-65 de segunda mão que seriam usados na luta antissubversiva.